# Fairport Convention
Fairport Convention jest uznawany za pierwszy brytyjski zespół folkrockowy. Założony w 1967 roku w Londynie, jako zespół wykonujący amerykańskie piosenki w stylu Jefferson Airplane oraz Boba Dylana, w ciągu dwóch lat wypracował swój własny styl, łącząc muzykę rockową z tradycyjnymi angielskimi piosenkami ludowymi. W skład zespołu w okresie nagrywania pierwszej płyty nazwanej Fairport Convention (1967) wchodzili: Ashley Hutchings, Simon Nicol, Richard Thompson, Martin Lamble, Judy Dyble oraz Iain Matthews.
Wydany w 1969 roku album Liege and Lief uznawany jest za nagranie definiujące nurt, jakim był brytyjski folk rock. Materiał tworzący płytę odzwierciedlał zainteresowanie muzyków, a w szczególności wokalistki Sandy Denny oraz basisty Ashleya Hutchingsa, muzyką ludową. Krótko po wydaniu albumu, zarówno Sandy Denny, jak i Ashley Hutchings opuścili zespół, by stworzyć swoje własne folkrockowe projekty (odpowiednio zespoły Fotheringay i Steeleye Span).
W latach 1967 – 1979 w zespole dochodziło do częstych zmian personalnych. Na nagranym w 1973 roku albumie Nine (Dave Swarbrick, Dave Pegg, Dave Mattacks, Trevor Lucas oraz Jerry Donahue) nie wystąpił żaden z muzyków spośród tych, którzy tworzyli zespół w roku 1967.
W roku 1979 zespół rozpadł się, do roku 1985 dając jedynie wakacyjne koncerty podczas własnego festiwalu folkrockowego w Cropredy. W roku 1985 muzycy nagrali jednak kolejną płytę sygnowaną nazwą Fairport Convention: Gladys' Leap (Dave Pegg, Simon Nicol oraz Dave Mattacks) i od tego czasu jako zespół, mimo kilku kolejnych zmian w składzie, istnieją do dziś. Festiwal w Cropredy odbywa się od 1979 roku regularnie, w sierpniu.
W roku 2002 brytyjska rozgłośnia BBC Radio 2 przyznała zespołowi nagrodę Lifetime Achievement Award (nagroda za całokształt twórczości) podczas corocznej ceremonii rozdania nagród BBC Radio 2 Folk Awards. Co więcej, w tym samym roku słuchacze BBC Radio 2 uznali Liege and Lief za najważniejszy album folkrockowy w historii.
W roku 1996 zespół wystąpił w Polsce w ramach wrocławskiego festiwalu "Folk i szanty"

## Muzycy
Aktualni:
- Simon Nicol (gitara, śpiew): od 1967 do 1971, od 1976 do dziś
- Dave Pegg (gitara basowa, mandolina, śpiew): od 1970 do dziś
- Ric Sanders (skrzypce): od 1985 do dziś
- Chris Leslie (skrzypce, mandolina, buzuki, śpiew): od 1995 do dziś
- Gerry Conway (perkusja): od 1998 do dziś

Pozostali:
- Ashley Hutchings (gitara basowa): od 1967 do 1969
- Bruce Rowland (perkusja): od 1975 do 1985
- Dan Ar Bras (gitara): 1976
- Dave Mattacks (perkusja): od 1969 do 1972, od 1973 do 1975, od 1980 do 1998
- David Rea (gitara): 1972
- Dave Swarbrick (skrzypce, śpiew): od 1969 do 1985
- Iain Matthews (śpiew): od 1967 do 1969
- Jerry Donahue (gitara): od 1972 do 1976
- Judy Dyble (śpiew): od 1967 do 1968
- Martin „Maart” Allcock (gitara, mandolina, instrumenty klawiszowe, śpiew): od 1985 do 1995
- Martin Lamble (perkusja): od 1967 do 1969
- Paul Warren (perkusja): 1975
- Richard Thompson (gitara, śpiew): od 1967 do 1970
- Rob Brady (fortepian): 1976
- Roger Burridge (skrzypce): 1976
- Roger Hill (gitara): od 1971 do 1972
- Sandy Denny (śpiew): od 1968 do 1969, od 1974 do 1976
- Tom Farnell (perkusja): 1972
- Trevor Lucas (gitara, śpiew): od 1972 do 1976

## Dyskografia
- Fairport Convention 1968
- What We Did On Our Holidays 1969
- Unhalfbricking 1969
- Liege And Lief 1969
- Full House 1970
- Live At The L.A. Troubadour 1970
- House Full 1976
- Angel Delight 1971
- Babbacombe Lee 1971
- History Of Fairport Convention 1972
- Rosie 1973
- Nine 1973
- Fairport Live Convention 1974 znany również pod nazwą A Moveable Feast
- Rising For The Moon 1975
- Gottle O'Geer 1976
- The Bonny Bunch Of Roses 1977
- Tipplers Tales 1978
- Farewell Farewell 1979 znany również pod nazwą Encore Encore
- Gladys Leap 1985
- Expletive Delighted 1986
- In Real Time 1987
- Red And Gold 1989
- The Five Seasons 1990
- The Woodworm Years 1991
- 25th Anniversary Concert 1992
- Jewel In The Crown 1995
- Old New Borrowed Blue 1996
- Who Knows Where The Time Goes 1997
- The Cropredy Box 1998
- Cropredy 98 1999
- The Wood And The Wire 1999
- XXXV 2001
- Over The Next Hill 2004
- Off the Desk 2005
- Sense of Occasion 2007